# Frans Luyckx

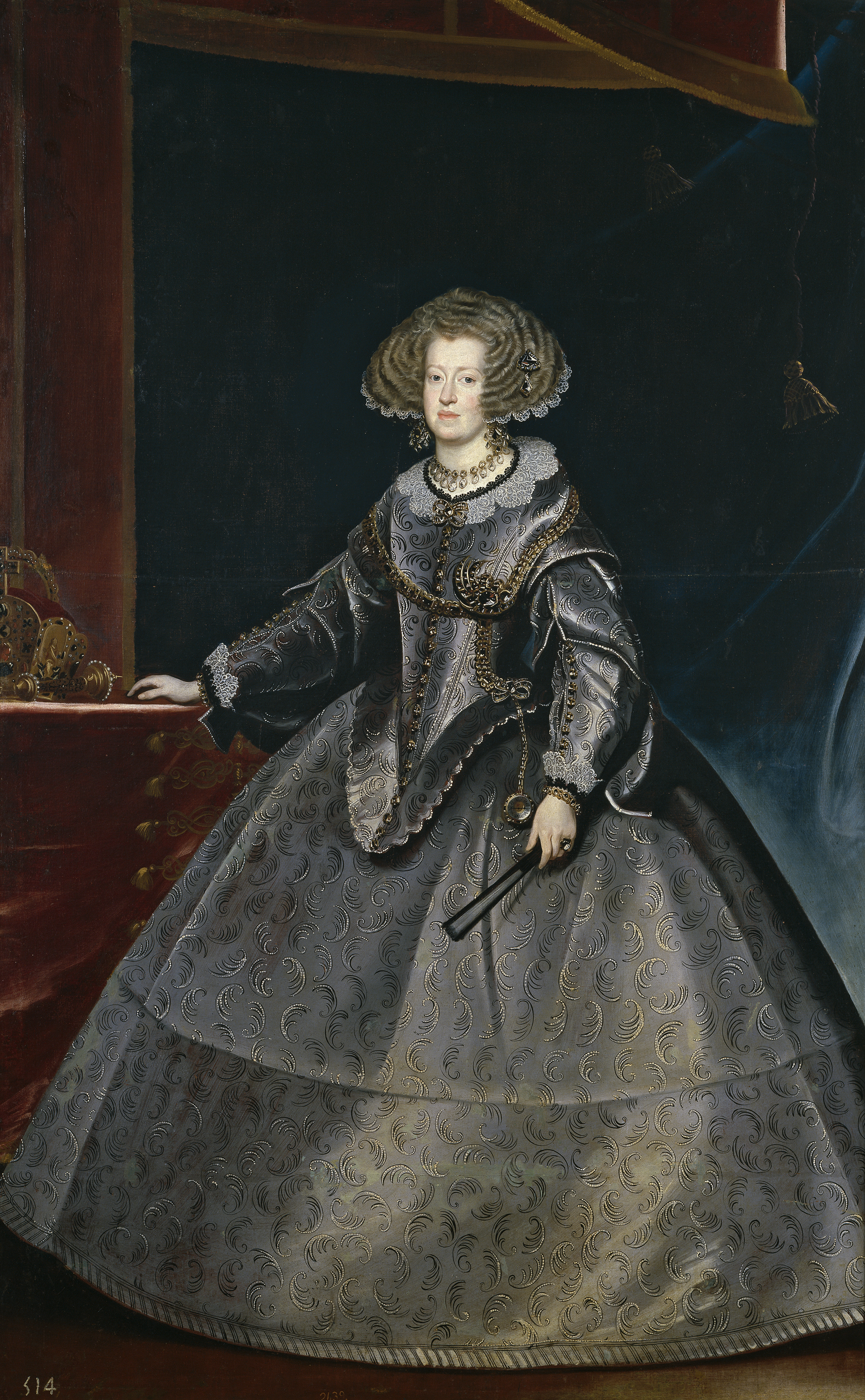
Maria d'Àustria, reina d'Hongria, oli sobre llenç, 215 x 147 cm (Museu del Prado, Madrid)

Frans Luyckx o Luycks (Anvers, 1604 – Viena, 1668) va ser un pintor barroc flamenc, pintor de cambra de l'emperador Ferran III i del seu successor, Leopold I, i el més important retratista de la cort vienesa a mitjan segle xvii.
Batejat a Anvers el 17 d'abril de 1604, es desconeix tot el relatiu a la seva formació. El 1635 es trobava a Roma i el 1638 va entrar al servei de la cort imperial romanent a Viena almenys des de 1647 fins a la seva mort.
Pintor de temes d'història i motius religiosos, en els quals s'adverteix el coneixement de la pintura de Rubens, Frans Luyckx és conegut principalment pels nombrosos retrats que va pintar dels membres de la cort dels Habsburg, severs i convencionals conforme a l'estil cortesà de la fi del segle xvi. Retrats com el de Maria d'Àustria, reina d'Hongria, del Museu del Prado, evidencien d'altra banda el coneixement de l'obra de Velázquez, gràcies a l'intercanvi d'obres d'art entre les corts europees, però interpretant l'obra del mestre sevillà amb l'estil cal·ligràfic i sec de Joost Susterman i altres mestres flamencs.